# Primož Trubar
Primož Trubar (9. června 1508 Rašica (občina Velike Lašče) – 28. června 1586 Tübingen) byl slovinský protestantský reformátor, zakladatel protestantské církve ve Slovinsku, konsolidátor slovinského jazyka a také autor první tištěné slovinské knihy.

## Život

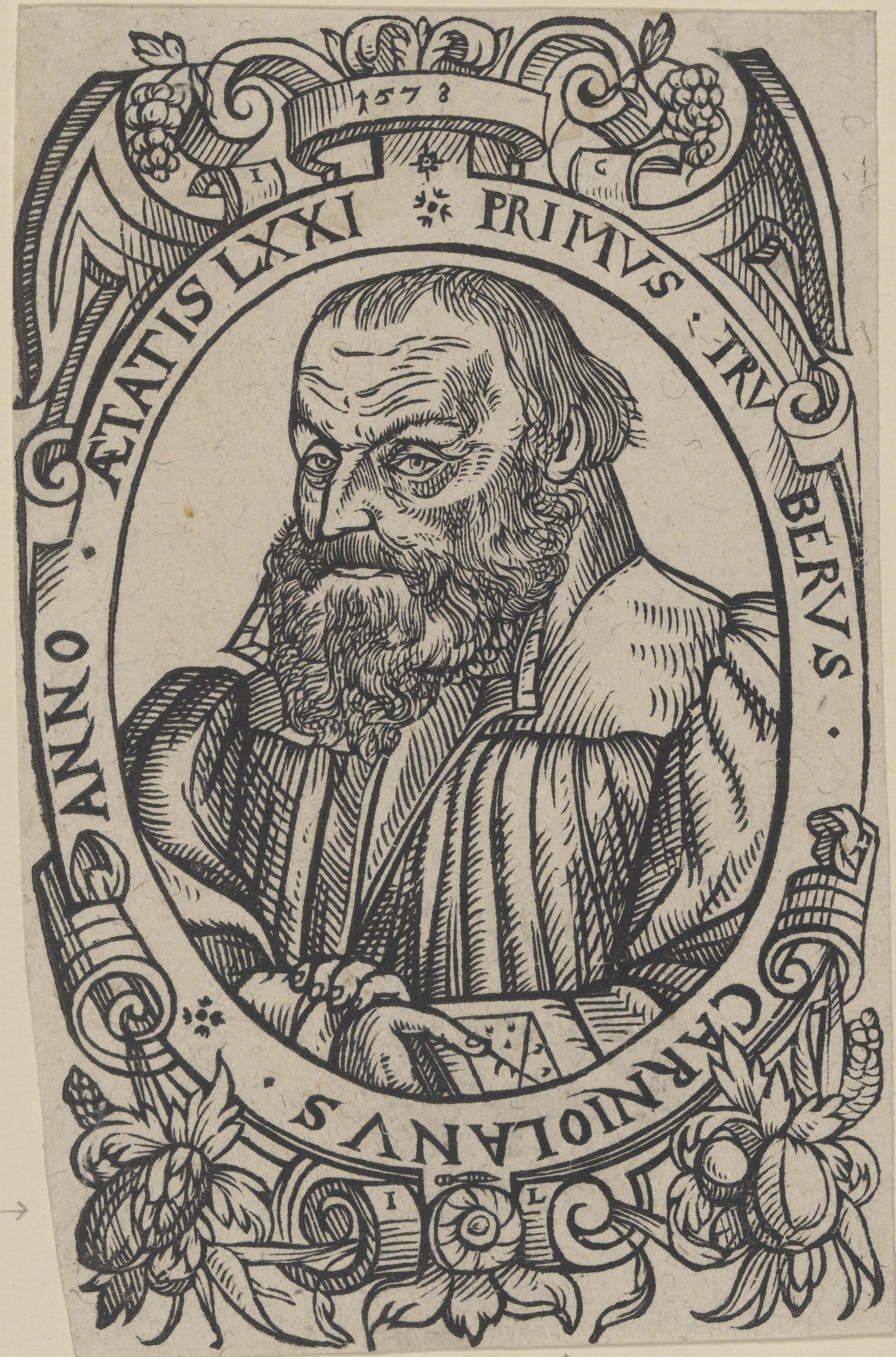
Primož Trubar, renesanční rytina z roku 1578

Je považován za otce slovinské literatury, neboť jeho díla pomáhala vytvářet podobu jazyka, která se rozšířila mezi tehdejší veřejnost, vymezila a definovala národní identitu Slovinců, a která se výrazněji neměnila až do 19. století. Trubarova aktivita a překlady církevních textů do slovinštiny umožnily zpřístupnit náboženství pro tehdejší obyvatelstvo; protestantská církev kázala v domácím jazyce a rovněž knihy se četly přeložené.
Jako mladý strávil svá léta v Rijece, Salcburku a Terstu, kde se seznámil s pracemi evropských humanistů 16. století. Pod patronací terstského biskupa Pietra Bonoma získal přístup ke studiu, vytvořil si široký rozhled a stal se katolickým knězem. Následně přesídlil do dnešního Slovinska, přesněji do Lublaně, kde působil jako kanovník. Jeho rozpory s katolickou církví ale rostly, pro tehdejší církevní správu stával nepřijatelným.
Vlna kritiky vzrostla poté, co Trubar přestoupil do církve protestantské oficiálně a stal se dokonce i její hlavou (superintendantem). Když však začala protireformace, začal být za své názory kritické k církvi pronásledován a byl donucen odejít do Tübingenu v dnešním Německu, kde panovala mnohem tolerantnější atmosféra k odpůrcům Říma. I tam se však skrýval a vystupoval pod různými pseudonymy.
V Tübingenu se věnoval překladům (přeložil do slovinštiny například Nový Zákon) a psaní knih – vyšlo jich celkem dvacet pět. Mezi nimi byla i první kniha, která byla ve slovinském jazyce vytištěna, stalo se jí Abecedarijum i Katekizem (Abecedarium a katechismus).
Byl v kontaktu se členy české Jednoty bratrské.